# Španjolska tijara
Španjolska tijara je tijara koju je Izabela II. 1854. godine darovala papi Piju IX.
Tijara se malo razlikovala od prethodnih, a sadržavala 18.000 dijamanata, bisera, rubina, smaragda i safira. Izabelin motiv za davanje tijare nije javno zabilježen, ali vjerojatno predstavlja pokušaj približavanja između Rimokatoličke crkve i Španjolske.
Nije poznato je li tijara ikada nošena, ali je poslije zabilježeno da je tijaru Vatikan prodao, a dobiveni novac podijeljen siromasima. Kasnije je tijara procijenjena na 500.000 franaka.